# (2558) Viv
Pour les articles homonymes, voir Viv.
(2558) Viv est un astéroïde de la ceinture principale.

## Description
(2558) Viv est un astéroïde de la ceinture principale. Il fut découvert le 26 septembre 1981 à la station Anderson Mesa par Norman G. Thomas. Il présente une orbite caractérisée par un demi-grand axe de 2,22 UA, une excentricité de 0,16 et une inclinaison de 5,2° par rapport à l'écliptique.

## Compléments